# Investors Overseas Service

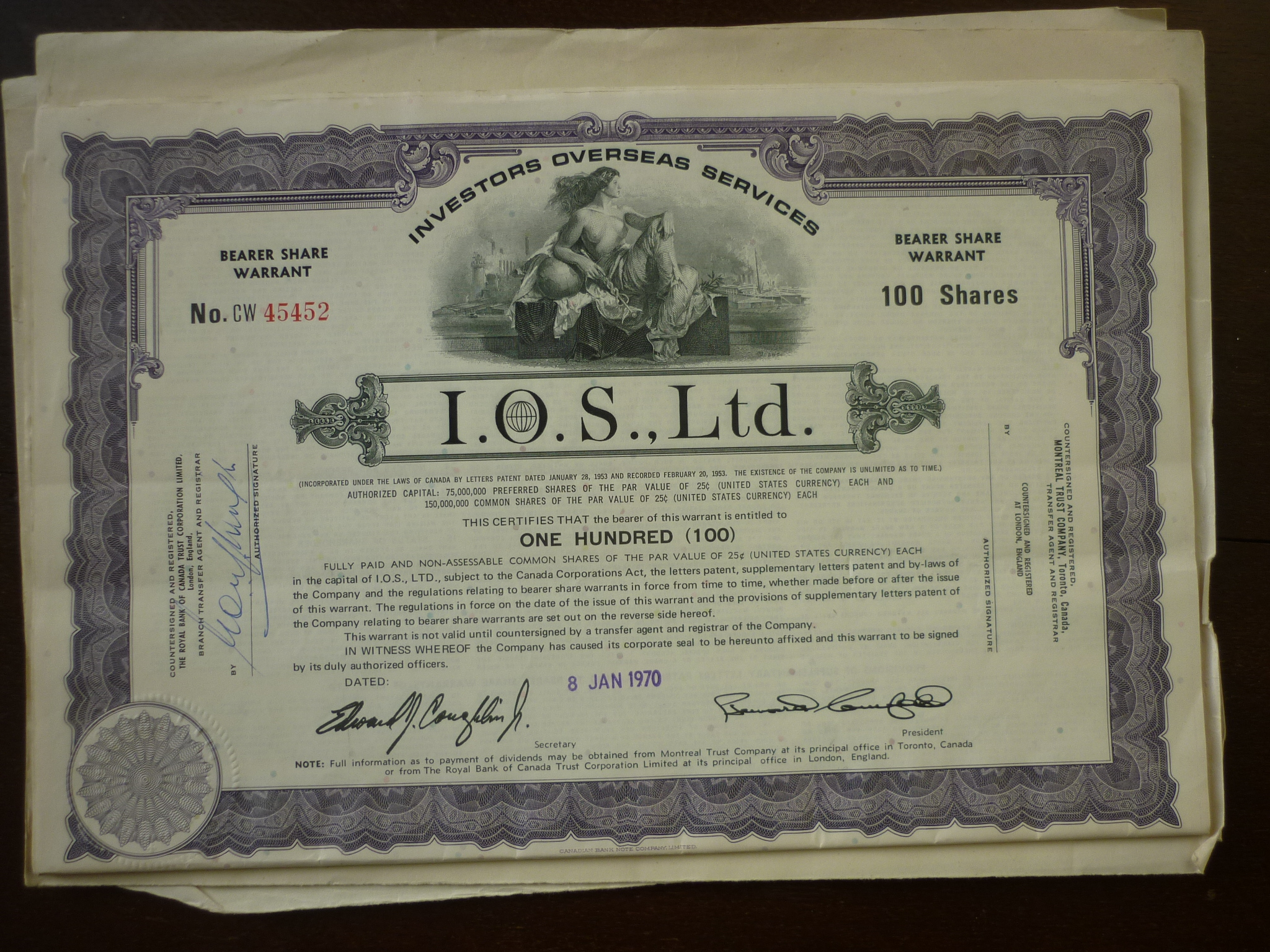
IOS aandeel

Investors Overseas Services oftewel IOS was een investeringsfonds dat in 1955 werd opgezet voor overwegend Amerikanen in het buitenland. IOS ontaardde in de grootste financiële fraude van de 20e eeuw. Toen het fonds in 1970 instortte, ruïneerde het ook een aantal Amerikaanse en Europese banken. 
IOS werd opgericht in 1955 door financier Bernard Cornfeld. Het bedrijf werd wettelijk gevestigd buiten de Verenigde Staten met fondsen in Canada en een hoofdkantoor in Genève, Zwitserland. In de jaren 60 gebruikte het bedrijf 25.000 mensen die 18 verschillende beleggingsfondsen huis-aan-huis verkochten in heel Europa, met de meeste activiteiten in Duitsland. Het bedrijf richtte zich hoofdzakelijk op Amerikaanse emigranten en in Europa gelegerde Amerikaanse militairen die inkomstenbelasting in de VS wilden vermijden. 
Cornfield omschreef het aanbod van IOS als het "kapitalisme van mensen". Hij gebruikte ook de beroemde slogan: Do you sincerely want to be rich? In het daaropvolgende decennium ontving het bedrijf $2,5 miljard voor zijn "Fund of Funds" dat belegging in aandelen van andere IOS-onderdelen regelde. Het fonds was zeer populair in de tijden van oplopende aandelenkoersen, maar toen de aandelen daalden moest het gegarandeerde rendement uit nieuwe verkopen betaald worden. Dit maakte IOS in feite tot een piramidespel. 
De IOS werd tot een aandelenemissie gedwongen. De baisse-markt maakte dat vele investeerders hun fondsen verkochten omdat de waarde verminderde. Door het toegenomen aanbod en de weglopende investeerders daalde de waarde van het aandeel van $18 tot $12 in de lente van 1970. Cornfeld trachtte zijn fonds te redden door een investeringspool met andere investeerders te vormen, maar zij verloren het spel en de aandeelwaarde daalde tot aan $2.
Financier Robert Vesco die tegelijkertijd ook in de financiële problemen was, bood zijn hulp aan Cornfeld aan. Vesco gebruikte echter $500 miljoen IOS-geld voor eigen investeringen in zijn International Controls Company. Toen dat uitkwam, was Vesco al naar de Bahama's gevlucht. In 1973 stortte IOS in en ruïneerde een aantal Europese en Amerikaanse banken. De afhandeling van het IOS-faillissement duurde tot 2006. 